# Andraš Rogan
Andraš Rogan ili Andrej Rogan slovenski je verojetno katolički svećenik u 17. stoljeću u Prekomurju (Slovenska okrolgina) u Ugarskoj. Njegov život je nepoznat. Služio je u Dokležovju (Dekležin) u južnom Prekmorju pod nadležnosti zagrebačke biskupije. Rođen je verojetno u sjevernih krajima Prekomurja i Slovenskog Porabja, jer prezime Rogan se nalazi u okolici Martinja, Svetog Jurja i Gorenjog Senika.
Ima rukopisnu transkripciju Vramčeve kajkavske Postile (Roganova Postila), koja ima nekoliko prekomurskih jezičnih elementa.